# Židovský hřbitov v Haigerlochu
Židovský hřbitov v Haigerlochu je židovský hřbitov ve městě Haigerloch v Bádensku-Württembersku, asi 30 km jihozápadně od Tübingenu. Hřbitov je chráněnou kulturní památkou a nachází se pod rezidenční čtvrtí Haag.

## Historie
Židovská komunita Haigerloch pohřbívala své mrtvé nejprve na židovském hřbitově ve Weildorfu. Roku 1802 si založila vlastní hřbitov pod židovskou čtvrtí Haag. Má rozlohu 23,08 arů. První pohřeb se konal v roce 1803 (Seligmann Isaac Ulmann) a poslední pohřeb byl v roce 1977. V současné době existuje ještě 660 původních náhrobních kamenů.
Na hřbitově se nachází válečný památník pro šest židovských obětí první světové války a pamětní kámen za zavražděné Židy z Haigerlochu za období nacionalismu.
Vlevo od vchodu je umístěna pamětní deska židovské komunity Haigerloch.

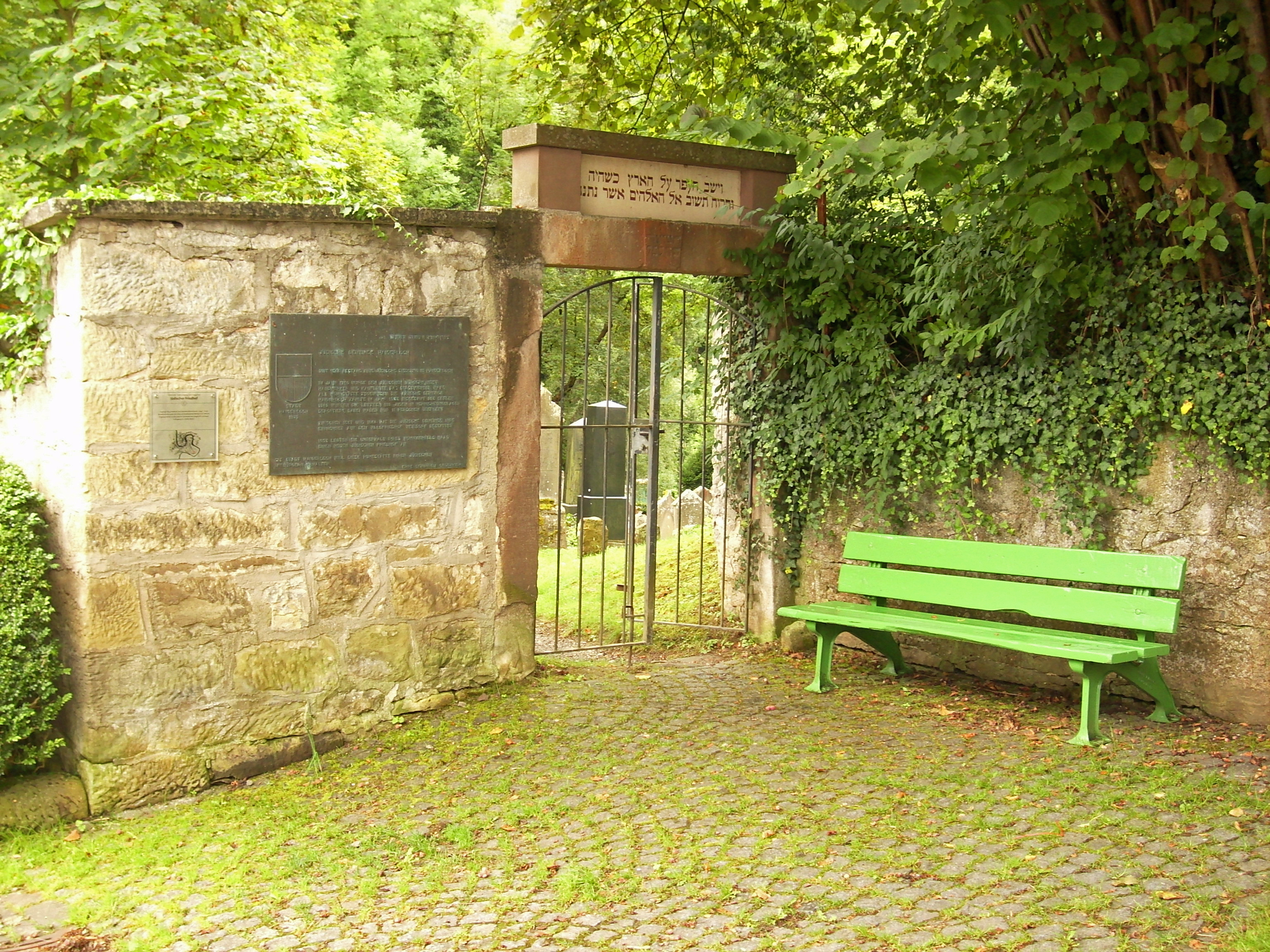
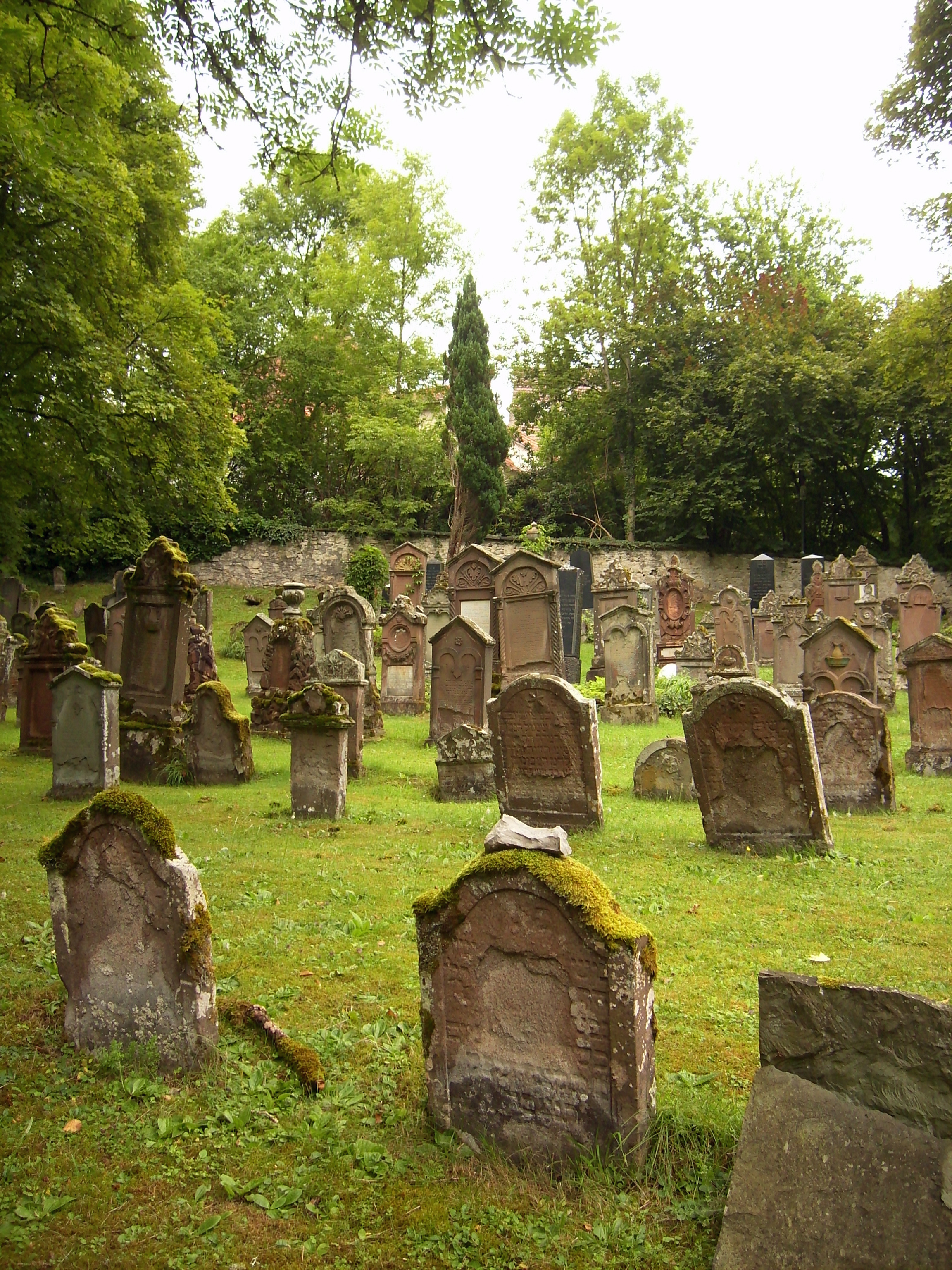
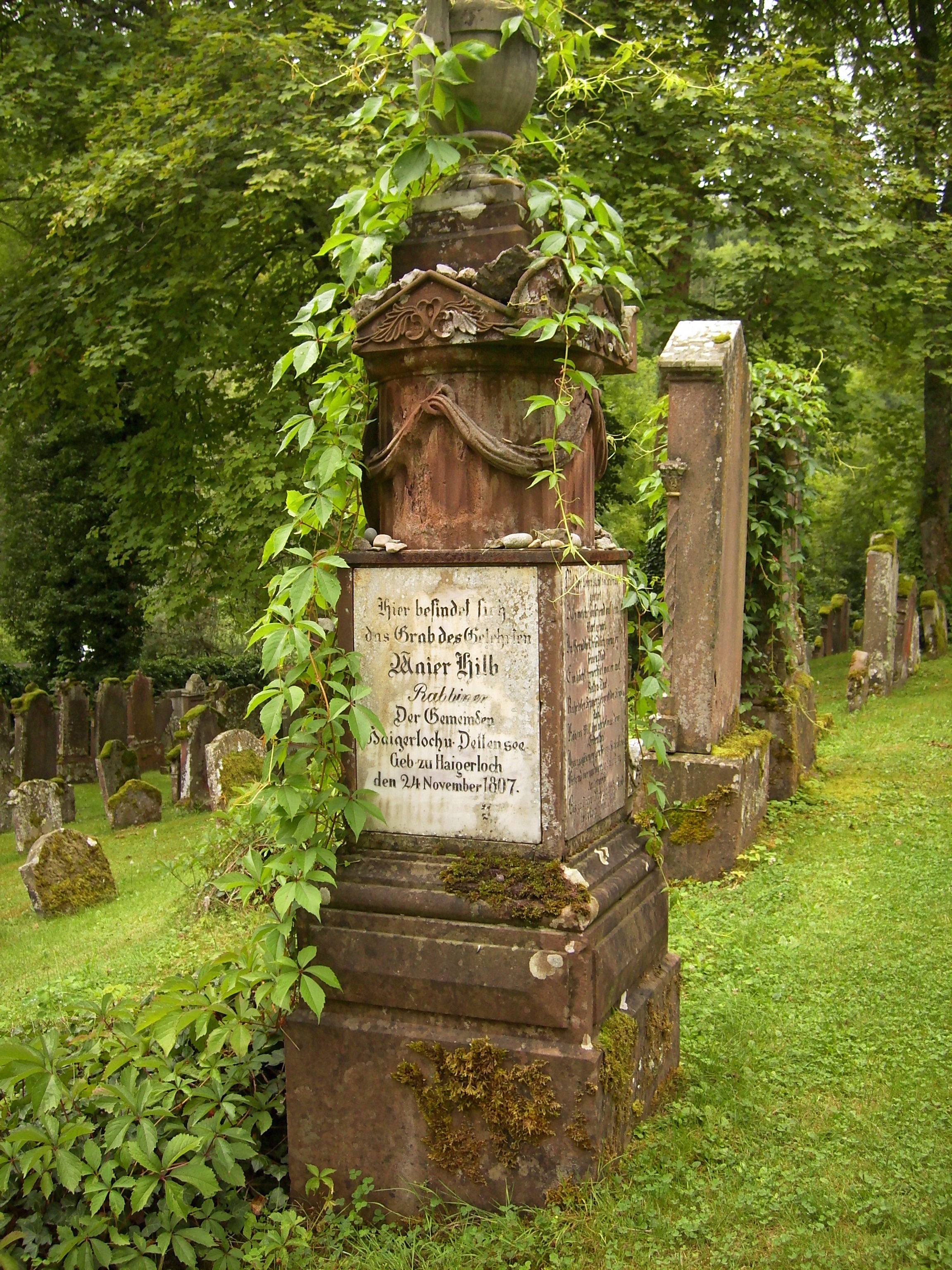